# غيم ميكر
غيم ميكر (بالإنجليزية: GameMaker، يُعرف باسم أنيمو (بالإنجليزية: Animo)‏ سابقًا.)‏ هو عبارة عن سلسلة من محركات الألعاب متعددة المنصات التي أنشأها مارك أوفرمارس في عام 1999 وطورتها يويو غيمز منذ عام 2007. وأحدث إصدار هو غيم ميكر ستوديو 2، والذي صدر لأول مرة في عام 2017.
يستوعب غيم ميكر إنشاء ألعاب فيديو عبر الأنظمة الأساسية ومتعددة الأنواع باستخدام لغة برمجة مرئية بالسحب والإفلات مخصصة أو لغة برمجة نصية تُعرف باسم لغة غيم ميكر، والتي يمكن استخدامها لتطوير ألعاب أكثر تقدمًا لا يمكن إنشاؤها فقط باستخدام ميزات السحب والإفلات. صُمِمَ غيم ميكر في الأصل للسماح لمبرمجي الحاسوب المبتدئين بأن يكونوا قادرين على صنع ألعاب الحاسوب دون الكثير من المعرفة البرمجية من خلال استخدام هذه الإجراءات. تركز الإصدارات الحديثة من البرامج أيضًا على جذب المطورين المتقدمين.

## تاريخ البرنامج
- أنيمو أول إصدار للبرنامج اصدر عام 1999 وكان مختصا لصناعة الألعاب ثانئية الابعاد فقط.
- غيم ميكر
- غيم ميكر 2
- غيم ميكر 3
- غيم ميكر 4
- غيم ميكر 5
- غيم ميكر 6

الألعاب التي تم إنشاءها باستخدام الإصدار السادس للبرنامج كانت غير متوافقة مع ويندوز فيستا وما بعده، بينما لم يكن هذا العيب في الإصداران 5 و7. لحل هذا المشكل إقترحت الشركة المطورة إعادة بناء الألعاب باستخدام إصدارات جديدة من المحرك، كما تم إصدار باتش لتصحيح هذا الخطأ.
- غيم ميكر 7
- غيم ميكر 8
- غيم ميكر ستوديو
- غيم ميكر ستوديو 2 (النسخة الحالية)

| أدنى مستحسن مايكروسوفت ويندوز نظام التشغيل ويندوز 7 ويندوز 10 الذاكرة 2GB RAM 8GB RAM |          |           |
|                                                                                       | أدنى     | مستحسن    |
| مايكروسوفت ويندوز                                                                     |          |           |
| نظام التشغيل                                                                          | ويندوز 7 | ويندوز 10 |
| الذاكرة                                                                               | 2GB RAM  | 8GB RAM   |

## الواجهة
له واجهة إنجليزية فقط. يعتمد أساسا على البرمجة المرئية إذ يسمح بسحب وإفلات اللبنات من أجل تحديد الأوامر والمهام.
كما يدعم لغة برمجة خاصة به تسمى «لغة غيم ميكر» (بالإنجليزية: Game Maker Language)‏ أو GML اختصارا، تعتبر هذه اللغة نسخة بسيطة وسهلة للاستخدام. وهي موجهة للمستخدمين الأكثر تقدما.

## الهندسة العكسية
كانت عملية الهندسة العكسية على العديد من إصدارات البرنامج سهلة، وذلك يعود لطريقة عمل البرنامج حيث كانت يجمع موارد اللعبة (Resources) ويضعها في آخر الملف التنفيذي بدون تشفير أو تشويش. وقد استغل المخترقين هذه الثغرة حيث قاموا بإنشاء ونشر برامج تقوم بإستخراج موارد اللعبة (صور، أصوات، كود اللعبة...). مما جعل شركة يويو غيمز تصدر تحذيراً للمخترقين لأنهم يتعدون على ملكية خاصة ويعتبرون خطارا على الشركة.
لاحقاً، قامت شركة يويو غيمز بتطوير تقنيات لتشويش موارد اللعبة وتصعيب العملية خصوصا بعد وصول الإصدار غيم ميكر ستوديو من البرنامج والذي إحتوى على تقنيات متطورة للتشفير والتشويش.

## استحواذ أوبرا
في عام 2021 قامت شركة برمجيات أوبرا المالكة لمتصفح أوبرا بالاستحواذ على يويو غيمز بعد ذلك قامت الشركة بتغيير نموذج الأعمال الخاص بها إلى الاشتراك حيث أصبح يتوجب عليك الاشتراك بشكل دوري حتى تتمكن من استخدام البرنامج

## روابط خارجية
- الموقع الرسمي للبرنامج (بالإنجليزية)
- أوبرا تستحوذ على شركة يويو غيمز (بالإنجليزية)